# Джозеф Блек
Джозеф Блек (англ. Joseph Black, 16 квітня 1728, Бордо, Франція — 6 грудня 1799, Единбург, Шотландія) — шотландський хімік і фізик. У 1754 році при нагріванні білої магнезії відкрив вуглекислий газ (опублікував працю з цього приводу у 1756 році), названий ним «зв'язаним повітрям» (його хімічний склад пізніше встановив Антуан Лавуазьє). У 1757 році відкрив теплоти плавлення й пароутворення (опубліковано у 1779 році). У 1759—1763 роках вказав на відмінність між кількістю теплоти і її інтенсивністю (тобто температурою), також ввів поняття теплоємності. Був професором університетів у Глазго (з 1756) та в Единбурзі (з 1766), почесним членом Академій наук у Петербурзі (з 1783) та Парижі (з 1789).

## Біографія
Джозеф Блек народився 16 квітня 1728 року в місті Бордо у Франції, де його батько, шотландець з ірландського міста Белфаста, займався торгівлею вином. У 1740 році, у віці 12 років він, був відправлений до школи в Белфасті. Після завершення школи, в 1746 році вступив в Університет Глазго, де вивчав медицину. Викладачем хімії в нього був відомий тоді лікар і хімік Вільям Каллен. Блек став його асистентом.
Одним із медичних питань того часу було дослідження дії літотрипсійних лікарських засобів, особливо вапнякової води, яка відносилася до них. Будучи долученим до дослідження цієї теми, Блек зробив деякі хімічні відкриття, пов'язані з його ім'ям, зокрема відкриття «нерухомого повітря» (названого у 1781 році Антуаном Лавуазьє вуглекислим газом).

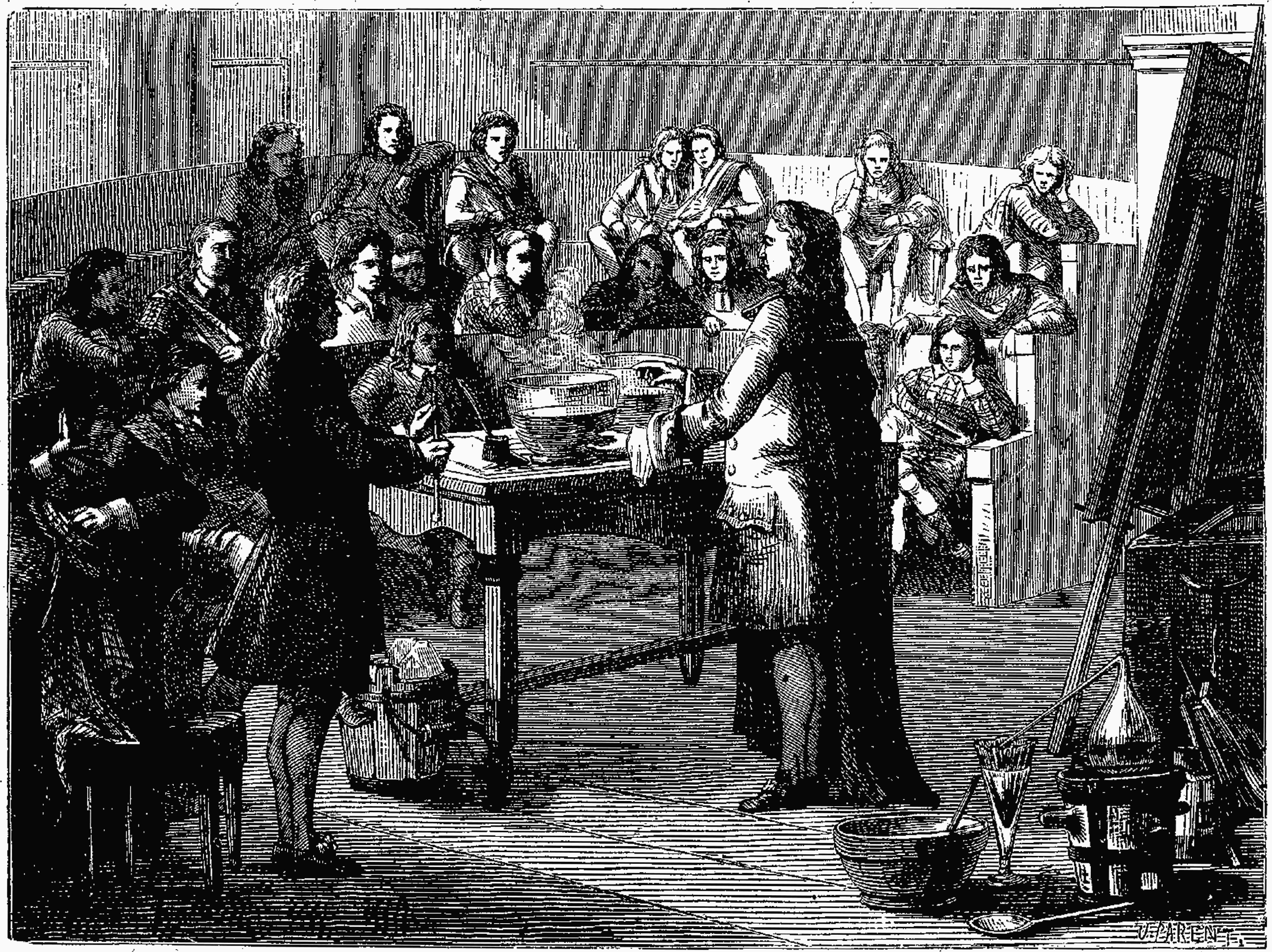
Джозеф Блек демонструє перед студентами Університету Глазго дослід, присвячений прихованій теплоті. Малюнок із французького видання, 1867 рік.

Блек залишив іншим детальне вивчення відкритого ним «нерухомого повітря». Можливо, це було пов'язано з іншою роботою, що забирала в нього весь час. У 1756 році він змінив Каллена на посаді викладача хімії в Університеті Глазго, а також був призначений професором анатомії. Підготовка лекцій, таким чином, відбирала велику частину його часу. Водночас він працював лікарем.
Крім того, його увага була прикута до досліджень, які врешті-решт привели його до вчення про приховану теплоту. Це вчення він викладав у своїх лекціях з 1761 року, а у квітні 1762 року зробив доповідь на цю тему у літературному товаристві в Глазго. Але він ніколи не опублікував жодного докладного звіту з цієї тематики, отож, інші дослідники, як-от Жан-Андре Делюк, могли претендувати на частку його результатів.
Під час своїх дослідів він також зауважив, що різні тіла однакової маси потребують різної кількості тепла, щоб підняти їхні температури до того самого значення, і так він заснував вчення про теплоємність.
У 1766 році він змінив Каллена на кафедрі хімії в Единбурзі й присвятив практично весь свій час підготовці лекцій. Здоров'я Блека, яке давно вже було не дуже добрим, поступово ставало слабшим, і врешті-решт він став непрацездатним. У 1795 році йому було виділено помічника, а через два роки він читав лекції востаннє.
Джозеф Блек ніколи не був одружений. Помер в Единбурзі 6 грудня 1799 року.

## Наукова діяльність

### Відкриття «зв'язаного повітря»
При прожарюванні деяких речовин вони втрачають свою масу і властивості. Прожарюванням певної маси білої магнезії (осно́вний карбонат 3MgCO3·Mg(OH)2·3H2O) до постійної маси, Джозеф Блек одержав залишок (оксид магнію), який розчинив у сірчаній кислоті, а потім долив розчин карбонату калію (поташ), унаслідок чого утворився осад, що мав властивості білої магнезії, і його маса виявилася майже рівною масі взятої солі. Ці операції сучасними формулами можна виразити таким чином:
MgCO3 → MgO + CO2↑
MgO + H2SO4 → MgSO4 + H2O
MgSO4 + K2SO3 → K2SO4 + MgCO3
Дж. Блек показав, що поташ віддав речовині, утвореній при випалюванні білої магнезії, ту кількість газу, яка була необхідна для перетворення її у білу магнезію. Дж. Блек провів також випалювання крейди (CaCO3). Зважуючи крейду до і після випалювання та керуючись законом збереження маси, він показав, що при випалюванні крейди відбувається втрата близько 44 % її початкової маси. Досліди з випалюванням вапняку (CaCO3) давали подібний результат. Розклад крейди й вапняку при випалюванні представляється рівнянням:
CaCO3 → CaO + CO2↑.
У результаті випалу виділяється вуглекислий газ, а залишок CaO являє собою нелюсовану вапну.
Газ, що виділявся з білої магнезії, крейди та вапняку Джозеф Блек назвав «зв'язаним повітрям». У 1781 році Лавуазьє назвав його вуглекислим газом. Дослід з білою магнезією він описав так:
|  | Білий порошок («м’яка магнезія») розчиняється у кислотах з інтенсивним виділенням бульок і знову набуває всіх властивостей, які він втратив при прожарюванні. Крім того, він збільшився у вазі майже на стільки само, скільки він втратив при прожарюванні, а оскільки він розчиняється у кислотах з утворенням бульок, то частина його ваги, без сумніву, має бути приписана повітрю. |

Тобто Джозеф Блек зробив висновок, що зменшення маси білої магнезії й вапняку спричинюється виділенням з твердого каменю «зв'язаного повітря». При випалюванні 120 гран крейди утворювалося 68 гран вапна, отже інші 52 грани важив газ, що виділився. Так Джозеф Блек зважив газ у зв'язаному стані.
Джозеф Блек не мав уявлення про склад цього «повітря», але встановив, що «зв'язане повітря» відрізняється від звичайного повітря тим, що воно важче атмосферного і не підтримує ані горіння, ані дихання. Він також дійшов висновку, що «зв'язане повітря» виділяється в процесі дихання, бо якщо робити видих через U-подібну трубку, наповнену вапняковою водою, відбувається помутніння води. Він також знав, що «зв'язане повітря» є продуктом спалювання деревного вугілля. У цьому дослідженні Джозеф Блек встановив хімічну індивідуальність вуглекислого газу як самостійного газу, що має специфічні, властиві тільки йому якості.
Результати своїх дослідів Джозеф Блек опублікував у 1756 році у праці «Експерименти над білою магнезією, нелюсованою вапною і деякими іншими лужними речовинами».

### Прихована теплота
У 1761 році Блек зробив висновок, що підведення тепла до льоду при температурі його плавлення не викликає підвищення температури суміші лід-вода, а призводить до збільшення кількості води в суміші. Крім того, він відзначив, що підведення тепла до киплячої води не призводить до зростання температури суміші вода-пара, а призводить до збільшення кількості пари. З цих спостережень він дійшов висновку, що таке тепло зв'язане з часточками, з яких складаються тіло, і таким чином приховане у його субстанції. Теорія Блека про приховану теплоту стала одним з найбільших його вкладів у науку.
Він також показав, що різні субстанції мають різні теплоємності.

## Твори
За життя Блека було видано лише кілька його праць. Після смерті Блека нотатки його лекцій були доповнені кимось із його учнів і в 1803 році опубліковані з біографічною передмовою, написаною його другом і колегою професором Джоном Робісоном (1739—1805), під назвою «Лекції з основ хімії, читані в Единбурзькому університеті».

## Дотичні факти
- На честь Джозефа Блека названо один із невеликих кратерів на Місяці[6].
- На честь Джозефа Блека названо астероїд головного поясу 5883 Джозефблек[7].
- У 2011 році під час археологічних розкопок на території Единбурзького університету було знайдено наукове обладнання XVIII століття, яке, імовірно, належало Джозефу Блеку[8].